# The Gone Jackals
I Gone Jackals sono stati un gruppo hard rock statunitense di San Francisco.
A livello internazionale sono noti principalmente per aver composto la colonna sonora del videogioco della LucasArts Full Throttle. La colonna sonora è stata pubblicata nell'album Bone to Pick del 1995.

## Formazione
- Keith Karloff - voce e chitarra
- Rudy D. Maynard - basso
- Trey Sabatelli - batteria e voce
- Judd Austin - chitarra e voce

### Ex componenti
- Charlie Hunter
- Mark Berdon
- Johnny Gale

## Discografia

### Album in studio
- 1990 - Out and About with the Gone Jackals
- 1995 - Bone to Pick
- 1998 - Blue Pyramid

### Singoli
- 1999 - Faith Healer